# المحطة الحادية عشرة
المَحَطَّةُ الحَادِيَةَ عَشْرَةَ: روايةٌ، للكاتبة إيميلي سانت جون مانديل، صدرت سنةَ 2014، . أحداثٌها في البحيرات العظمى، قبلَ جائحةِ إنْفِلُونزا خنازير خيالية وبعدَها، وعرفت هذه الجائحة باسم إنفلوانزا جورجيا، وقد دمًّرًت العالم، وأهلكت جُلَّ سكان الكوكب. فازت الرواية بجائزة آرثر سي كلارك لعام 2015.